# Thyrsanthemum
Thyrsanthemum Pichon – rodzaj roślin z rodziny komelinowatych. Obejmuje cztery gatunki występujące endemicznie w środkowych i południowych Kordylierach Południowych w Meksyku. 
Nazwa naukowa rodzaju pochodzi od greckich słów θυρσος (thyrsos – tyrs) i ανθεμιον (anthemion – kwiatek) i odnosi się do budowy kwiatostanu tych roślin. 

## Morfologia
PokrójWieloletnie, gruboszowate rośliny zielne, ziemne lub naskalne.
KorzenieBulwiaste, wrzecionowate.
PędyPędy podziemne krótkie, gruboszowate, pokryte drobnymi łuskami. Pędy naziemne niepozorne, wzniesione, gruboszowate, nierozgałęzione, wydłużające się w okresie kwitnienia.
LiścieUlistnienie naprzemianległe, skupione na wierzchołku pędu w rozetę, jednak rozpraszające się na pędzie w okresie jego wzrostu w czasie kwitnienia. Blaszki liściowe siedzące lub niemal ogonkowe, nieco pofałdowane, rzadziej płaskie, taśmowate, o nasadzie obejmującej łodygę lub klinowatej albo sercowatej i zaostrzonym wierzchołku, orzęsione lub nagie.
KwiatyZebrane w rozgałęzione tyrsy o wydłużonej głównej osi, złożone z dwurzędek, pojedyncze lub kilka zebranych w kwiatostan złożony, wyrastający wierzchołkowo na pędzie. Dwurzędki o krótkich lub długich szypułach, naprzemianległe. Podsadka kwiatostanu złożonego przypominająca liść. Podsadki dwurzędek wolne, różnej wielkości. Przysadki trójkątne do jajowatych, nachodzące na siebie, zielone lub różowe do fiołkoworóżowych, liliowych, czerwonych lub purpurowych. Kwiaty obupłciowe lub męskie z powodu redukcji słupkowia, chasmogamiczne, bezwonne, rurkowato-lejkowate. Okwiat promienisty do lekko grzbiecistego z powodu krzywizny szyjki słupka, kółkowy. Szypułka niepozorna do krótkiej, wzniesiona, w czasie owocowania włókniejąca. Listki zewnętrznego okółka okwiatu równej wielkości, wolne, błoniaste, grzbietowo prążkowane, o szklistych brzegach i wierzchołkach tępych do okrągłych, trwałe. Listki wewnętrznego okółka równej wielkości, wolne, płaskie. Sześć pręcików położonych w dwóch okółkach, zewnętrzne krótsze od wewnętrznych. Nitki pręcików wolne, w czasie kwitnienia esowate. Główki pręcików obrotne, żółte, bródkowate, popękane. Pylniki C-kształtne. Zalążnia siedząca, kulistawa, zielona, brodawkowato-omszona, trójkomorowa, z dwoma zalążkami w każdej komorze. Szyjka słupka nieco zygzakowata, biała do barwy nieco ciemniejszej niż listki okwiatu, cylindryczna, zwieńczona ściętym do nieco główkowatego, białym, żółtym lub liliowym znamieniem.
OwoceSzeroko elipsoidalne do kulistawych, cienkościenne, brązowe, pękające komorowo torebki. Nasiona elipsoidalne do nerkowatych, brzusznie wgłębione.

## Biologia i ekologia
RozwójGeofity korzeniowobulwiaste. W okresie zimowej suszy wchodzą w fazę spoczynku. Kwitną od czerwca do listopada.
SiedliskoWystępuje na glebach wulkanicznych, rzadziej wapiennych, w lasach sosnowo-dębowych i jałowcowych, okresowo suchych liściastych lasach tropikalnych, zaroślach ciernistych, chaparralu, a także wzdłuż dróg, na wysokości między 600 a 2500 m n.p.m.
GenetykaLiczba chromosomów 2n = 28, 30, 32.

## Systematyka
Pozycja systematycznaRodzaj z podplemienia Thyrsantheminae w plemieniu Tradescantieae podrodziny Commelinoideae w rodzinie komelinowatych (Commelinaceae).
Wykaz gatunków
- Thyrsanthemum floribundum (M.Martens & Galeotti) Pichon
- Thyrsanthemum goldianum D.R.Hunt
- Thyrsanthemum laxiflorum (C.B.Clarke) M.Pell. & Espejo
- Thyrsanthemum longifolium (M.Martens & Galeotti) M.Pell. & Espejo